# Константин Дука (дук на Драч и Далмация)
Констснтин Дука (на гръцки: Κωνσταντίνος Δούκας; †8 април 1179) е византийски генерал, севаст и провинциален управител от времето на император Мануил I Комнин. Връзките му с известната фамилия Дука са неизвестни. Сведенията за него се съдържат в една кратка биографична бележка от един ръкопис (Par. gr. 1564, fol. 18r). Според нея през 1173 г. севаст Константин Дука е изпратен от император Мануил I Комнин да защитава град Анкона в Италия от обединените сили на Фридрих Барбароса и Венеция. Обсадата на Анкона продължила няколко месеца, но Константин успешно защитавал града и не позволил той да бъде превзет. Впоследствие императорът го назначил за дука на Драч, Далмация и Спалато. Разболява се от плеврит и умира в дома си на 8 април 1179 г.